# Sócrates de Constantinopla
Sócrates de Constantinopla, também conhecido como Sócrates Escolástico (em latim: Socrates Scholasticus) foi um historiador grego da igreja cristã contemporâneo de Sozômeno e Teodoreto de Ciro, os quais utilizaram as suas obras como fonte.
Nasceu em Constantinopla em 380, mas desconhece-se a data da sua morte. Também não se conhecem dados acerca da sua vida, salvo o que se pode entressacar da sua obra, História Eclesiástica, na que segue o exemplo de Eusébio de Cesareia de enfatizar o papel do imperador nos assuntos da Igreja.
Nos seus prefácios menciona os seus mestres, os gramáticos Heládio e Amônio, que chegaram a Constantinopla procedentes de Alexandria, onde tinham sido sacerdotes pagãos. Tinham-se visto forçados a fugir em 391 após uma rebelião cristã contra os pagãos na qual o Serapeu de Alexandria foi destroçado e a Biblioteca demolida. Dos seus escritos parece deduzir-se que era laico, mas não se conhece a sua profissão. Nos seus últimos anos viajou por Paflagônia e Chipre.

## História Eclesiástica
A História Eclesiástica cobre o período entre 305 e 439, e foi terminada na época  de Teodósio II, antes de 450. O propósito da obra é continuar o trabalho de Eusébio de Cesareia, e relata em grego todo o acontecido na Igreja na época, com as dissensões internas ocupando um primeiro plano, pois quando a igreja está na paz, não há nada que o historiador possa relatar. No prefácio do livro V, Sócrates defende o escrever sobre o arianismo e alguns acontecimentos políticos, além dos assuntos estritamente eclesiais.
O relato de Sócrates é bastante neutral. A sua qualidade de seguidor do minoritário movimento novacianista permite observar os acontecimentos desde uma posição relativamente alheia ao desenvolvimento da Igreja oficial. É crítico contra João Crisóstomo e não dúvida em usar hipérboles quando se refere aos altos cargos da Igreja e do Estado.
Afirma dever o impulso da escrita de sua obra a certo Teodoro, ao qual refere no prefácio ao segundo livro como "homem santo de Deus", pelo qual parece ser um monge ou um membro do clero. No século VI foi recompilada a História Eclesiástica com as dos seus contemporâneos Sozômeno e Teodoreto de Ciro, o qual obscureceu as suas diferenças até datas recentes, quando os seus retratos dos imperadores cristãos foram diferenciados por Hartmut Leppin.

### Edições de suas obras
- A História Eclesiástica foi editada em Paris pela primeira vez em 1544 por Robert Estienne como parte do seu Codex Regius.
- Em 1612 Johannes Christophorson traduziu-a para o latim.
- A mais importante edição foi a de Henricus Valesius (Henri Valois) em Paris em 1668, que utilizou o Codex Regius, o Codex Vaticanus, e um Codex Florentinus, bem como o Codex Leonis Alladi de Theodorus Letor.
- Uma nova edição do texto foi publicada em 1995 por G. C. Hansen na série Die Griechischen Christlichen Schriftsteller (Berlim, Akademie Verlag).